# Omar Elabdellaoui
Omar Elabdellaoui (Surnadal, 5 de dezembro de 1991) é um ex-futebolista norueguês que atuava como lateral-direito.

## Carreira
Omar Elabdellaoui começou a carreira no Manchester City.
Em 31 de dezembro de 2020, durante as comemorações do ano novo, fogos de artifício explodiram nas mãos de Elabdellaoui. Ele foi transferido para o hospital para tratamento, com preocupação específica sobre lesões nos olhos.
Elabdellaoui voltou a treinar em julho de 2021, usando óculos de proteção. Em 11 de fevereiro de 2022, segundo vários relatos, e depois de uma maratona com mais de 10 cirurgias oculares, Elabdellaoui prepara-se para voltar a jogar. Ele teve que ir para os Estados Unidos, onde seus olhos foram literalmente reconstruídos e com a ajuda de sua irmã, mas também de um doador anônimo, conseguiu continuar e concluir as cirurgias necessárias.